# Synthlipsis greggii
Synthlipsis greggii är en korsblommig växtart som beskrevs av Asa Gray. Synthlipsis greggii ingår i släktet Synthlipsis och familjen korsblommiga växter. Inga underarter finns listade i Catalogue of Life.